# Gare de Baisieux
Gare de Baisieux vasútállomás Franciaországban,  Baisieux településen.

## Vasútvonalak
Az állomást az alábbi vasútvonalak érintik:
- Fives-Baisieux-vasútvonal
- Belgian railway line 94

## Kapcsolódó állomások
A vasútállomáshoz az alábbi állomások vannak a legközelebb:
- Gare d’Ascq
- Froyennes vasútállomás